# Oir (Sélune)
Der Oir ist ein kleiner Fluss in Frankreich, der im Département Manche in der Region Normandie verläuft. Er entspringt am südlichen Ortsrand von Reffuveille, entwässert generell Richtung West bis Südwest und mündet nach rund 21 Kilometern an der Gemeindegrenze von Ducey und Saint-Quentin-sur-le-Homme als rechter Nebenfluss in die Sélune, die wenige Kilometer weiter die Bucht von Mont-Saint-Michel und damit den Ärmelkanal erreicht.

## Orte am Fluss
- Reffuveille
- Montigny, Gemeinde Isigny-le-Buat
- La Mancellière, Gemeinde Isigny-le-Buat
- Pont d’Oir, Gemeinde Isigny-le-Buat
- Marcilly
- Les Chéris